# Europäisches Zentrum für Parlamentarische Wissenschaft und Dokumentation

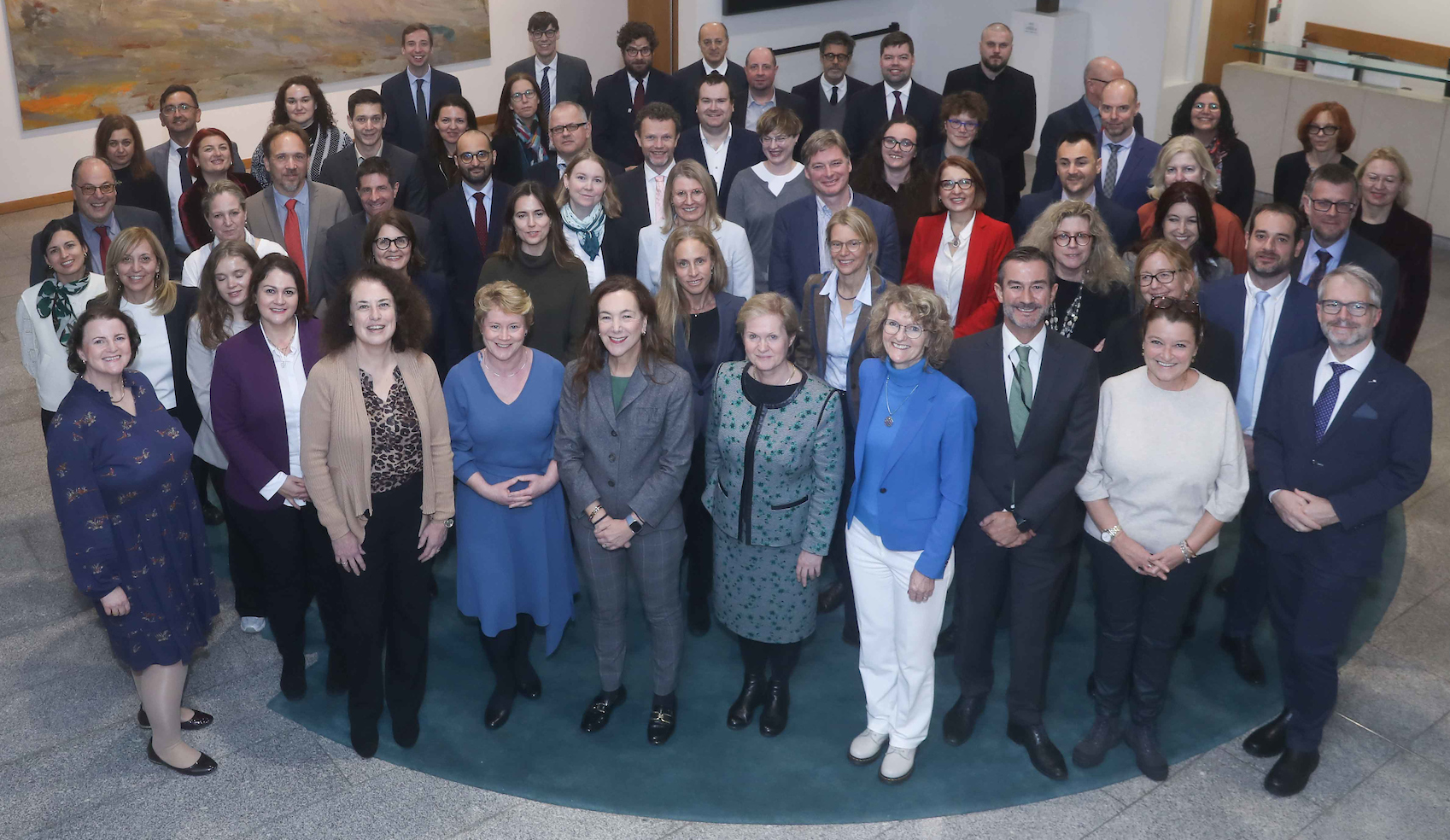
EZPWD (2024)

Das Europäische Zentrum für Parlamentarische Wissenschaft und Dokumentation (EZPWD; englisch European Centre for Parliamentary Research and Documentation, ECPRD) ist ein 1977 gegründetes parlamentarisches Netzwerk.

## Ziele
Das Zentrum verfolgt das Ziel, den Informations-, Gedanken- und Erfahrungsaustausch zwischen den Verwaltungen der Parlamente in Europa zu fördern. Erfolgreiche Beispiele aus der Praxis sollen ausgetauscht und die schon bestehende enge Zusammenarbeit zwischen den Dienststellen der Parlamente in allen Bereichen der parlamentarischen Verwaltung, Gesetzgebung, Information, Wissenschaft und Dokumentation intensiviert werden. Das EZPWD sammelt und verbreitet die von den Parlamentsdiensten angefertigten Ausarbeitungen und Studien. Selbstverständlich arbeitet das Zentrum auch mit anderen europäischen Netzwerken zusammen, z. B. IPEX oder TAIEX.

## Mitglieder
Eine parlamentarische Versammlung kann nur dann Mitglied im EZPWD werden, wenn sie vorher auch Mitglied der Konferenz der Präsidenten der Europäischen Parlamentarischen Versammlungen geworden ist.
Das Zentrum hat die folgenden Mitglieder (Stand 2016)
das Europäische Parlament,
die Parlamentarische Versammlung des Europarats,
sowie die Kammern der Parlamente der Mitgliedstaaten der Europäischen Union und des Europarats
Albanien (Assemblée Populaire),
Andorra (Consell General),
Armenien (National Assembly),
Aserbaidschan (National Assembly),
Belgien (Chambre des Représentants und Senat),
Bosnien und Herzegowina (House of the People und House of Representatives),
Bulgarien (Narodno Sabranie),
Dänemark (Folketing),
Deutschland (Bundestag und Bundesrat),
Estland (Riigikogu),
Finnland (Eduskunta),
Frankreich (Assemblée Nationale und Sénat),
Georgien (Parlament),
Griechenland (Vouli ton Ellinon),
Irland (Dáil und Seanad),
Island (Althingi),
Italien (Camera dei Deputati und Senato),
Kroatien (Sabor),
Lettland (Saeima),
Liechtenstein (Landtag),
Litauen (Seimas),
Luxemburg (Abgeordnetenkammer),
Malta (House of Representatives),
Moldawien (Parlamentul Republicii Moldova),
Monaco (Nationalrat),
Montenegro (Parlament),
die Niederlande (Eerste und Tweede Kamer der Staten-Generaal),
Norwegen (Stortinget),
Österreich (Nationalrat und Bundesrat),
Polen (Sejm und Senat),
Portugal (Assembleia da República),
Rumänien (Camera Deputatilor und Senat),
Russland (Staatsduma und Föderationsrat),
San Marino (Consiglio Grande e Generale),
Schweden (Riksdag),
Schweiz (Nationalrat und Ständerat),
Serbien (Nationalrat),
Slowakei (Nationalrat),
Slowenien (Dravni zbor and Dravni svet),
Spanien (Congreso de los Diputados und Senado),
Tschechische Republik (Chamber of Deputies und Senat),
Türkei (Türkiye Büyük Millet Meclisi),
Ungarn (Országgyulés),
Ukraine (Verkhovna Rada),
„Die ehemalige jugoslawische Republik Mazedonien“ (Assembly of the Republic),
Vereinigtes Königreich (House of Commons und House of Lords)
und Zypern (House of Representatives).
Das Zentrum steht ferner Staaten zur Verfügung, die den Beobachterstatus (Observer) in der Parlamentarischen Versammlung des Europarates genießen:
Israel (Knesset),
Kanada (House of Commons und Senate)
und Mexiko (Senado und Camara de Dipudados).

## Aktivitäten
Das EZPWD hat sich seit 1977 zu einer der wichtigsten Plattformen der intereuropäischen parlamentarischen Zusammenarbeit entwickelt. Jedes zweite Jahr wird ein offizieller Tätigkeitsbericht der Konferenz der Präsidenten und Generalsekretäre vorgelegt. Die Publikationen des EZPWD werden als auf der Internetseite des Zentrums veröffentlicht.
Die Websites des Zentrums dient den Parlamentsverwaltungen als Kommunikationsplattform. Wenn ein Parlament an mindestens vier andere europäische Parlamente eine Anfrage richtet, wird diese gemeinsam mit einer Musterantwort des anfragenden Parlaments per E-Mail an das Sekretariat in Brüssel geschickt und von dort an die parlamentarischen Versammlungen weitergeleitet. Meistens werden aber die 27 Parlamente der 27 EU-Mitgliedsstaaten oder alle teilnehmenden Parlamente befragt. Obwohl die Arbeitssprachen des EZPWD Deutsch, Englisch und Französisch sind, erfolgen die Anfragen und Antworten in der Praxis überwiegend in englischer Sprache. Die Fristen zur Beantwortung solcher Anfragen sind meist knapp bemessen. In einer Datenbank des EZPWD werden alle Anfragen und Antworten seit dem Jahr 2000 gespeichert, auch solche, die erst nach abgelaufener Frist eintreffen. Themen, die erfahrungsgemäß immer wieder relevant werden können, stehen somit jederzeit in der Datenbank zur Verfügung.
| Jahr | Anfragen | Antworten |
| 2000 | 10       |           |
| 2001 | 32       | 508       |
| 2002 | 58       | 847       |
| 2003 | 96       | 1.537     |
| 2004 | 137      | 2.294     |
| 2005 | 160      | 2.894     |
| 2006 | 174      | 3.359     |
| 2007 | 214      | 5.387     |
| 2008 | 174      | 5.143     |
| 2009 | 223      | 5.246     |

Die Themenpalette der Anfragen reicht von den parlamentarischen Kontrollrechten über die Parteienfinanzierung bis zur Verwendung der europäischen Flagge in den europäischen Parlamenten. Fragen nach der Regelung des Jugendschutzes werden ebenso gestellt und beantwortet wie Fragen zu den Ausschüssen für Menschenrechte.
Das EZPWD lädt einmal jährlich zu einer Korrespondentenkonferenz, sodass das wechselseitige Kennenlernen und die direkte multinationale Zusammenarbeit möglich ist. Das Zentrum sowie die Jahreskonferenzen werden von zwei Ko-Direktoren und Ko-Sekretären geleitet, die vom Europäischen Parlament und der Parlamentarischen Versammlung des Europarats benannt werden.

## Geschichte
Die Organisation wurde im Juni 1977 in Wien von der Konferenz der Präsidenten der europäischen parlamentarischen Versammlungen als Drehscheibe parlamentarischer Zusammenarbeit gegründet. Die Konferenz beauftragte die Präsidenten des Europäischen Parlaments und der Parlamentarischen Versammlung des Europarats, Emilio Colombo und Karl Czernetz, die erforderlichen Maßnahmen zur Einrichtung des Zentrums zu treffen. Erster und längstdienender Ko-Direktor des Zentrums von 1977 bis 1994 war Klaus Pöhle.
Die Entwicklung des Zentrums gliedert sich in drei Abschnitte:
1978–1989: Diese Jahre sind gekennzeichnet durch die Entwicklung von Standards in den Informationseinrichtungen der nationalen Parlamente. Die Arbeitsstrukturen des Zentrums entstehen. In jedem nationalen Parlament wird ein Korrespondent bestellt. Arbeitsgruppen für die verschiedenen Tätigkeitsbereiche der Parlamentsverwaltungen werden eingerichtet.
1990–1996: In dieser Zeit werden die neuen Demokratien Mittel- und Osteuropas in die Arbeit des Zentrums einbezogen. Der EDV-Einsatz in den nationalen Parlamenten wird intensiviert. Die parlamentarischen Webseiten entstehen.
1997–2009: Die Zusammenarbeit der nationalen Parlamente erlebt einen bis heute ungebremsten Boom bei den wechselseitigen Anfragen. Ein umfangreiches Seminarprogramm wird den Mitarbeitern der nationalen Parlamente angeboten und angenommen. Im Mai 2006 werden die neuen Statuten auf der Europäischen Konferenz der Parlamentspräsidenten in Tallinn von den Generalsekretären angenommen.
Eine Analyse der Aufgabenfelder hat ergeben, dass vier Bereiche für den interparlamentarischen Austausch besonders wichtig sind. Folgende Bereiche werden jeweils von einem Koordinator betreut:
- Parlamentspraxis und Parlamentsverfahren
- Informations- und Kommunikationstechnologie
- Bibliotheken, wissenschaftliche Dienste und Archive
- Ökonomische Forschung.

Die Webseite ist nur den Mitgliedern des EZPWD zugänglich.